# Sauli Rytky
Sauli Rytky   (Haapavesi, 6 de juny de 1918 - Haapavesi, 28 de gener de 2006) fou un esquiador de fons finlandès que va competir durant les dècades de 1930 i 1940.
El 1948 va prendre part en els Jocs Olímpics d'Hivern de Sankt Moritz, on disputà dues proves del programa d'esquí de fons. Fent equip amb Lauri Silvennoinen, Teuvo Laukkanen i August Kiuru guanyà la medalla de plata en la prova del 4x10 quilòmetres, mentre en la prova dels 18 quilòmetres fou sisè. En el seu palmarès també destaca un campionat nacionals.